# Luonnotar
Luonnotar, Op. 70, è un poema sinfonico per soprano e orchestra, completato da Jean Sibelius nel 1913. Era dedicata ad Aino Ackté, che presentò in anteprima l'opera al Three Choirs Festival di Gloucester, Inghilterra, il 10 settembre 1913, con l'orchestra diretta da Herbert Brewer. Sibelius lo arrangiò per voce e pianoforte nel 1915.
Luonnotar si basa sulla mitologia finlandese, le parole sono tratte da Kalevala. Il testo è relativo alla prima parte di Kalevala e trattano della creazione del mondo. Luonnotar o Ilmatar è lo Spirito della Natura e la Madre dei Mari. L'adattamento di musica su testi finlandesi era relativamente nuovo per Sibelius, in quanto la sua prima lingua era lo svedese e la maggior parte dei suoi adattamenti musicali precedenti erano stati su testi svedesi (tranne Kullervo nel 1892, che è interamente in finlandese).

## Genesi
Nel 1894 Sibelius aveva in mente il personaggio di Luonnotar mentre scriveva schizzi per un'opera. Le prime bozze del suo poema sinfonico orchestrale Pohjola's Daughter furono chiamate Luonnotar. Uno schizzo di 8 battute successivamente utilizzato nell'opera era già stato scritto nel maggio del 1909. Il suo lavoro principale sulla partitura però fu fatto nell'estate del 1913, tra la sua quarta e la quinta sinfonia. Inviò la partitura ad Aino Ackté il 24 agosto e provarono insieme il 3 settembre, una settimana prima della première a Gloucester.
La prima esecuzione in Finlandia fu nel gennaio del 1914, sempre con Aino Ackté, direttore d'orchestra Georg Schnéevoigt.
Il brano dura solo circa 10 minuti, ma è stato evitato da molti cantanti a causa delle sue formidabili sfide. Ha una tessitura molto alta e un'estensione molto ampia: il registro vocale richiesto per il soprano va dal si appena sotto il do centrale al do bem due ottave più in alto. Ci sono balzi e discese improvvise di quasi un'ottava, a volte in una sola parola. Il lavoro è spesso descritto nei termini di "diabolicamente difficile da eseguire", "le pretese crudeli richieste alla solista" e "la natura gravosamente crudele della parte solista".
Elisabeth Schwarzkopf la cantò a Helsinki nel 1955, dicendo che era la "cosa migliore che avesse mai fatto in vita sua". Altri cantanti che hanno cantato Luonnotar includono Susan Gritton (che cantato il pezzo in spettacoli teatrali alla English National Opera e con la BBC Philharmonic Orchestra diretta da Edward Gardner), Gwyneth Jones, Siv Wennberg, Elisabeth Söderström, Soile Isokoski, Taru Valjakka, Phyllis Curtin, Mari-Ann Häggander, Karita Mattila, Margarete Von Vaight, Phyllis Bryn-Julson e Dawn Upshaw.
Il 28 novembre 2008 la National Opera inglese ha fatto precedere la sua produzione dell'opera in un atto Riders to the Sea di Ralph Vaughan Williams da un'esecuzione di Luonnotar, messa in scena da Fiona Shaw con Susan Gritton come soprano solista. Gritton ha eseguito il brano anche con la BBC Philharmonic Orchestra diretta da Edward Gardner.

## Strumentazione
La strumentazione è: 2 flauti (entrambi con ottavino), 2 oboi, 2 clarinetti in la, clarinetto basso in si bem., 2 fagotti, 4 corni in fa, 2 trombe in la, 3 tromboni, 4 timpani (2 music. ciascuno con 2 timpani), 2 arpe e archi.

## Incisioni
La prima registrazione commerciale fu fatta nel 1969, con Gwyneth Jones e la London Symphony Orchestra diretta da Antal Doráti.